# Psapharochrus itatiayensis
Psapharochrus itatiayensis är en skalbaggsart som först beskrevs av Julius Melzer 1935.  Psapharochrus itatiayensis ingår i släktet Psapharochrus och familjen långhorningar. Inga underarter finns listade i Catalogue of Life.